# Galáctica (feria)
Galáctica es una feria de inventos y nuevas patentes que se desarrolla anualmente desde 1993 en Villanueva y Geltrú, localidad de la provincia de Barcelona, en España.
Además de exponer inventos, la feria cuenta con jornadas de conferencias sobre propiedad industrial y nuevos desarrollos. El objetivo final es ayudar a personas creativas a establecer contacto con empresas que tengan la capacidad de llevar a producción sus ideas.
Galáctica ha tenido un notable éxito contando en sus últimas ediciones con más de 150 inventores, 15.000 visitantes y 2.000 acreditaciones profesionales.
La lista de inventos surgidos de Galáctica incluyen: el tapón de Cacaolat de plástico, el espejo retrovisor de grandes dimensiones (utilizado en taxis y coches de policía), la cuchara de café comestible, el pelagambas, el destornillador automático múltiple (que guarda varias puntas de destornillador en su interior) y la silla con asiento elevable (que facilita levantarse de ésta).